# Flyvestation Sigerslev
Flyvestation Sigerslev beliggende Mandehoved 9 er en tidligere flyvestation og kaserne på Stevns Klint nær Store Heddinge.
Flyvestationen og kasernen blev anlagt under den kolde krig for at servicere NIKE-batteriet i samme område, som også huser Stevnsfortet. Flyvestationen var hjemsted for 3. batteri/Flyverdetachement 533/Eskadrille 533.
Ekspropriation og opmåling for raketbatteriet i Sigerslev blev indledt i 1956. Det første spadestik for anlæggelsen af Ildlederområdet først (IFC) senere (FCA) ved Flagbanke syd for Mandehoved (navnet kommer af at klinten indtil år 1868 havde form som et mandshoved) og Afskydningsområde (LCA) syd for gården Louiseborg længere inde mod Store Heddinge blev taget den 1. oktober 1958.
I foråret 1959 påbegyndtes opførelsen af kasernen med indkvartering, kostforplejning og garage nord for IFC. Anlægget fremstår i gule mursten og med henholdsvis tegltage og flade tage. De to operative områder omfattede 7,6 hektar. Kaserneområdet blev indviet i februar 1961. Senere fulgte udbygningen med et garageområde. 
Den 28. februar 1983 blev NIKE-systemet taget ud af brug og flyvestationen nedlagt, og i marts 1985 blev selve kasernen nedlagt. Siden blev den anvendt som asylcenter af Dansk Røde Kors, og i 2014 blev den sat til salg af Freja ejendomme.